# Fatnyckel

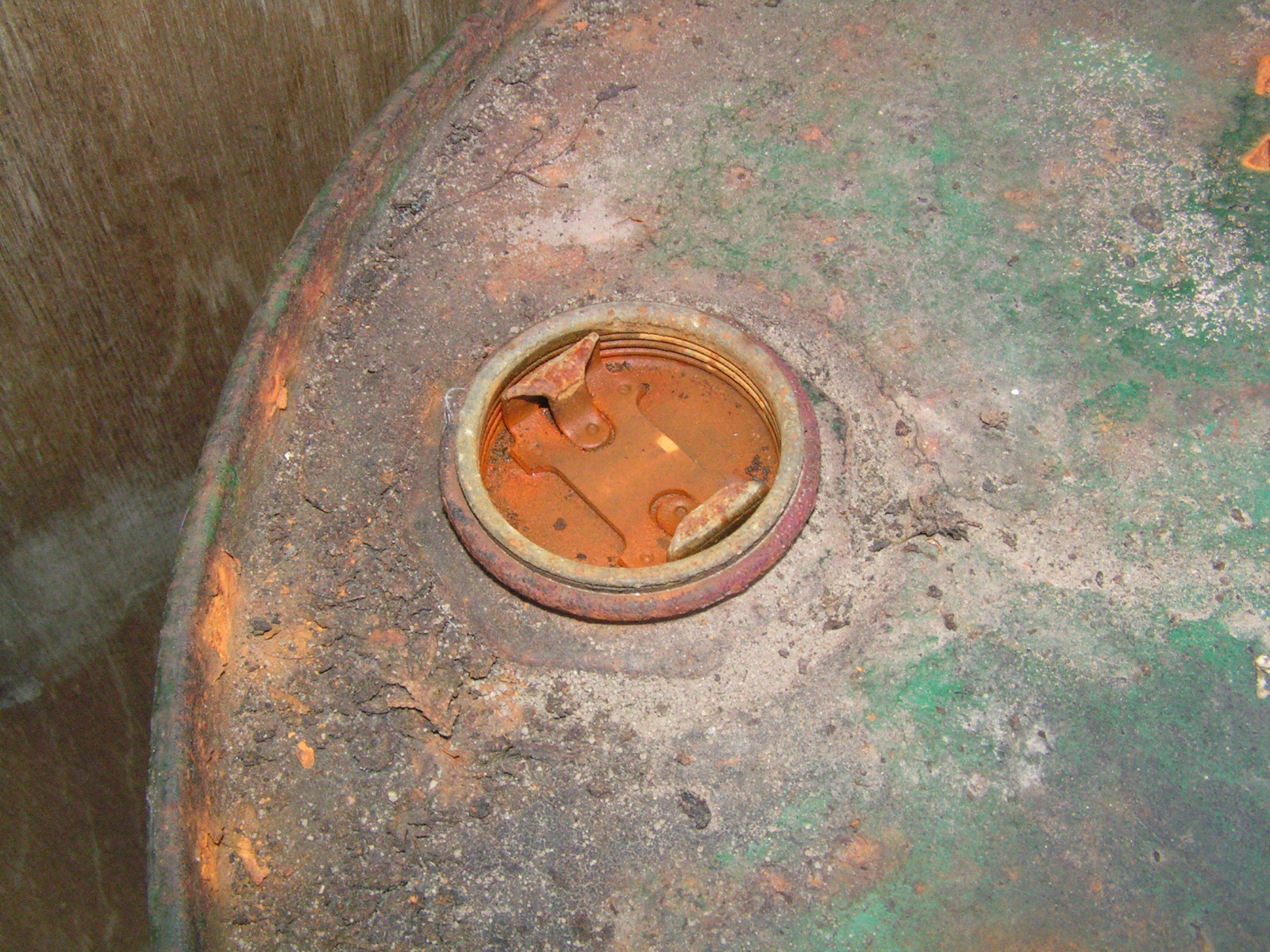
Kork i oljefat

En fatnyckel är ett speciellt utformat verktyg med vilket man kan öppna urtappningshålen på 208-liters oljefat. Den har två vidder, en till den större pluggen, och en till den mindre.
Fatnyckeln lättar på trycket inne i fatet, säkrare än om den öppnas med till exempel en skiftnyckel. Alla fat har dock inte ett högt tryck, och behöver således ingen fatnyckel.